# HMS Bryony (K192)
Le HMS Bryony (K192) était une corvette de classe flower de la Royal Navy construite par Harland and Wolff un chantier naval de Belfast en Irlande du Nord. Après la Seconde Guerre mondiale elle a été vendue en 1948 à la marine royale norvégienne pour servir de navire météorologique baptisé Polarfront II.

## Historique
Lancée le 15 mars 1941, Bryony a été coulé par un coup direct le 15 avril, lors d'un raid aérien sur les chantiers de Harland et Wolff. Son pont supérieur et sa superstructure ont été détruits et la plupart de ses plaques de coque ont été arrachées, tandis que le reste de la coque a été inondé. Il a été inspecté par des responsables de Harland and Wolff et de l'Amirauté, et il a été décidé qu'il serait possible de renflouer et de reconstruire le navire.
Lors de sa remise en état, le navire a bénéficié d'un gaillard d'arrière pour recevoir un équipement de dragage de mines et a rejoint son port d'attache, jusqu'en 1943, de Gladstone Dock (en) au port de Liverpool. Pendant sa période d'essai, elle fut affectée à l'escorte du convoi PQ 18, pour livraison de fournitures à l'URSS après les lourdes pertes subies par le convoi PQ 17.
Bryony est retourné dans ses eaux d'origine et a continué de servir d'escorte et de navire de patrouille au large des côtes et en mer du Nord . Après la fin de la guerre, elle a été vendue à la Marine royale norvégienne en 1948. Ils l'ont renommée Polarfront II et l'ont utilisée comme navire météorologique. Elle a été vendue en 1979 et démantelée l'année suivante.